# Visunharat Thipath
Visunharat Thipath hay Visoun (sinh 1465 tại Muang Sua (Xieng Thong), mất 1520 tại Viêng Chăn), danh xưng hoàng gia là Samdach Brhat-Anya Chao Visunha Rajadipati Pada Sri Sadhana Kanayudha, là vị vua thứ 15 của Vương quốc Lan Xang. Ông ở ngôi từ năm 1500 đến khi mất 1520.
Visunharat là con thứ 7 của Vua Xaiyna Chakhaphat (Sai Tia Kaphut), được bổ nhiệm là thống đốc của Viêng Chăn trước khi trở thành vua. Năm 1491, ông được bổ nhiệm làm thủ tướng (Phaya Sena Muang) và được đặt tên là Visan (sét). Từ năm 1495 đến năm 1497, ông đã phò người cháu là Vua Somphou. Tuy nhiên khi lớn lên Vua Somphou tìm cách tự quản nhiều hơn. Năm 1500 Visunarat quyết định phế truất người cháu và lên ngôi.
Triều đại của ông là một thời gian rất ổn định và thịnh vượng cho vương quốc Lan Xang. Ông đã được nhiều nơi thờ cúng và di tích được xây dựng. Ông có 1 con trai, kế vị năm 1520 là vua Phothisarath (trị vì 1520–1548).